# Ивановский, Ежи
Юрий Леонардович (Ежи) Ивановский (рус. Юрий Леонардович Ивановский; бел. Юры (Ежы) Іваноўскі; пол. Jerzy Iwanowski; 10 февраля (29 января) 1876, Красное, Воронежской губернии — 28 марта 1965, Пэнлеи, Великобритания) — польский политик, общественный деятель.

## Биография

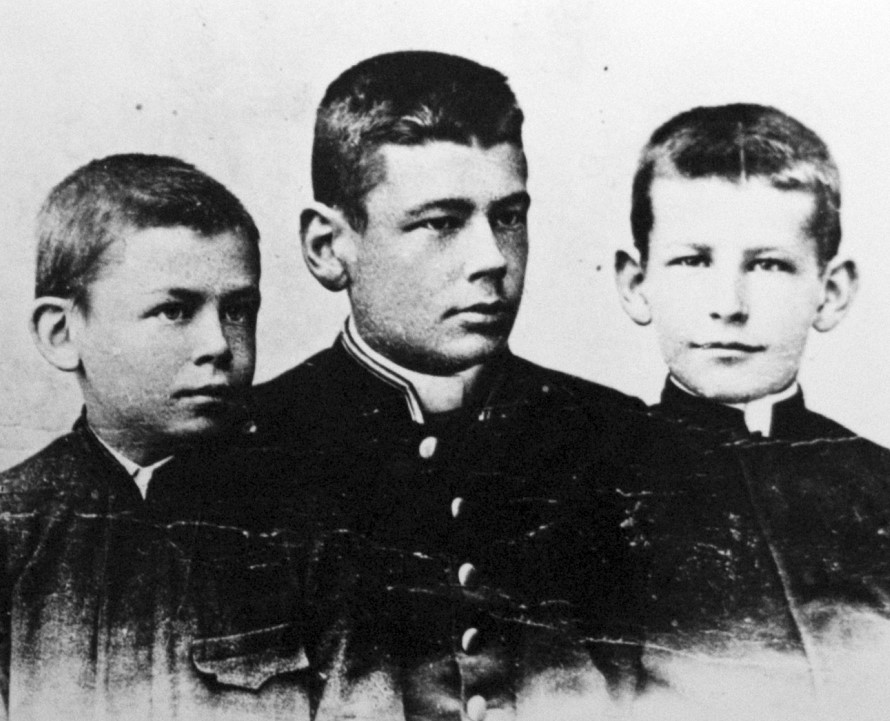
Братья Тадеуш (литовец), Юрек (поляк) и Вацик (белорус) Ивановские

Сын Леонарда Ивановского, брат Вацлава, Тадеуша, Станислава Ивановских и Хелены Ивановской (Скиндер). В детстве часто бывал в родовом поместье Лебёдка, что в Лидском уезде (ныне в черте деревни Головичполе, Щучинский район).
Юрий Ивановский окончил гимназию в Варшаве (1895) и Технологический институт в Санкт-Петербурге (1901). Во время учёбы участвовал в работе Польского кружка народного просвещения и Польской социалистической партии (ППС). В мае 1901 принимал участие в подготовке побега Ю. Пилсудского с психиатрической больницы в Петербурге. В 1901—1903 функционер ППС в Ченстохове, Заглэмби Домбровском и Варшаве. В январе 1903 арестован, в ходе обыска полиция конфисковала у него первый номер бюллетеня «Свобода», который был напечатан в поместье Лебёдка. Был в заключении в Варшавской цитадели, откуда освобожден под залог, а в январе 1904 сослан на 4 года в Новгородскую губернию. Во время амнистии 1905 вышел на свободу, работал в ППС в Вильне, снова был арестован.
После освобождения в 1907 году Ежи Ивановский работал в Москве и Петербурге. Был членом правления белорусского издательского объединения «Заглянет солнце и в наше оконце» («Загляне сонца і ў наша ваконца»).
В 1909 Ежи Ивановский выехал в Китай, в 1918 вернулся на родину. Занимал ответственные должности в польском правительстве. В 1918—1919 министр промышленности и торговли в правительстве Енджея Морачевского и министр труда и общественного обеспечения в правительстве Игнация Падеревского. С 3 октября 1920 до января 1921 директор департамента иностранных дел в Временной правительственной комиссии Средней Литвы. До 1930 действовал в Обществе польских механиков. В 1930—1935 — сенатор Польши.
В 1930 году унаследовал половину Головичполя (вторая половина принадлежала Водейкам). После Юрий (Ежи) Ивановский построил новый дом на месте сгоревшего деревянного, его спроектировал белорусский архитектор Леон Витан-Дубейковский (эту постройку теперь называют «домом Водейко»). Одновременно с постройкой дома Ежи Ивановский посадил новый сад на 10 га.
В начале Второй мировой войны Ежи Ивановский служил подполковником Западного Войска Польского. Не позднее 11 сентября 1939 оставил Варшаву, направился в Индию, оттуда — во Францию и Великобританию, где разделил судьбу новой польской эмиграции. После войны — деятель эмиграции в Великобритании, председатель Лиги независимости Польши (1950—1955).
Умер 28 марта 1965 года в польской больнице в Пенли в округе Рексем, Уэльс, Великобритания. Был похоронен на кладбище Рексема (Сектор. G, gr. 13 160-A) .
В 2024 году останки Ивановского были доставлены в Польшу и захоронены на Вольском кладбище в Варшаве.